# اسکایلر فیسک
اسکایلر فیسک (انگلیسی: Schuyler Fisk؛ زادهٔ ۸ ژوئیهٔ ۱۹۸۲) هنرپیشه و خواننده اهل ایالات متحده آمریکا است. از نقش‌های وی می‌توان به بازی در فیلم‌های بی‌قرار، بهترین من، تفنگ آمریکایی، اورنج کانتی، روز برفی، گروه پرستاران بچه و قانون و نظم: واحد قربانیان ویژه اشاره کرد.